# Orion (ruimteschip)

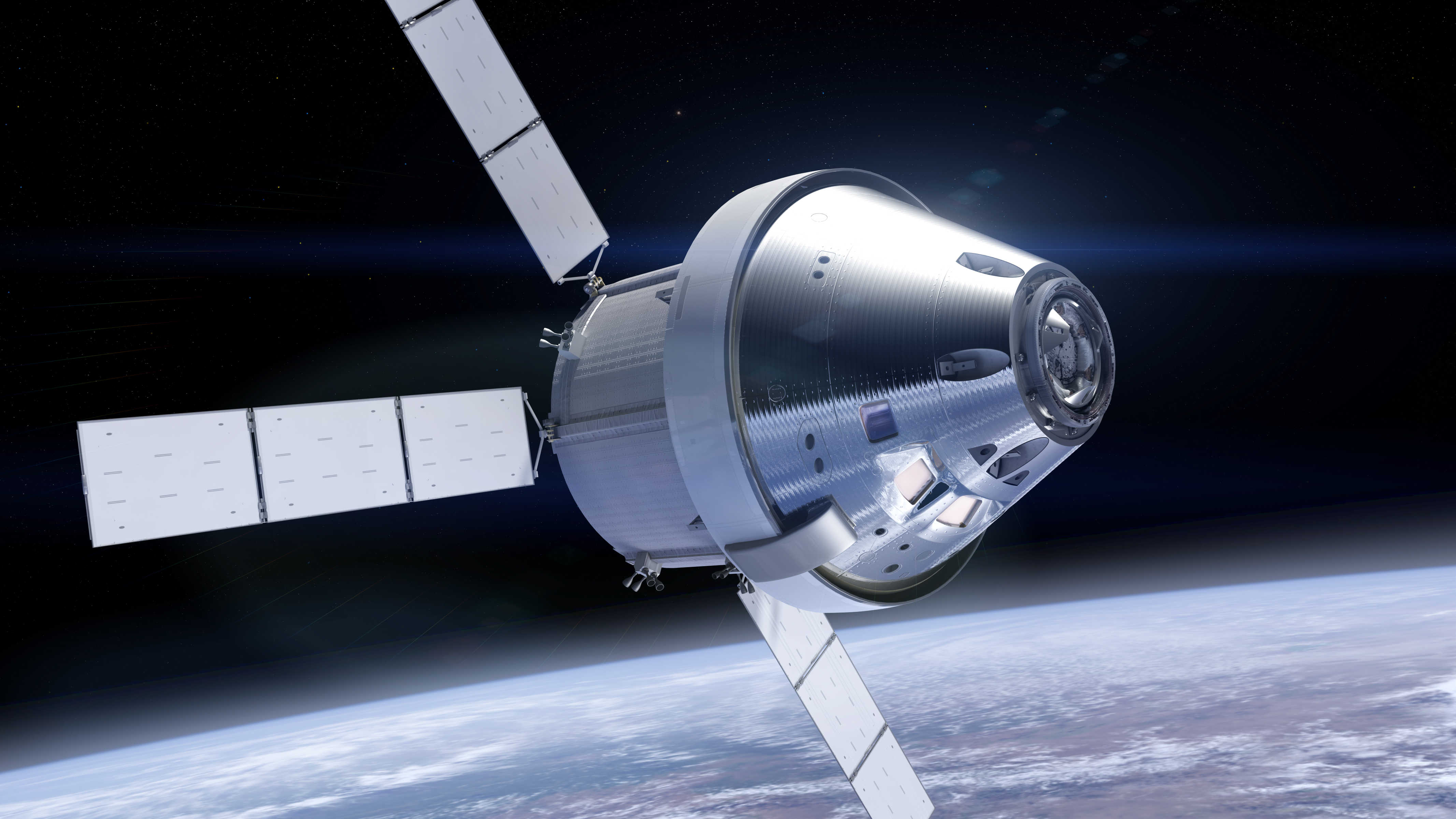
Artistieke voorstelling van de Amerikaanse Orion-capsule met de Europese servicemodule

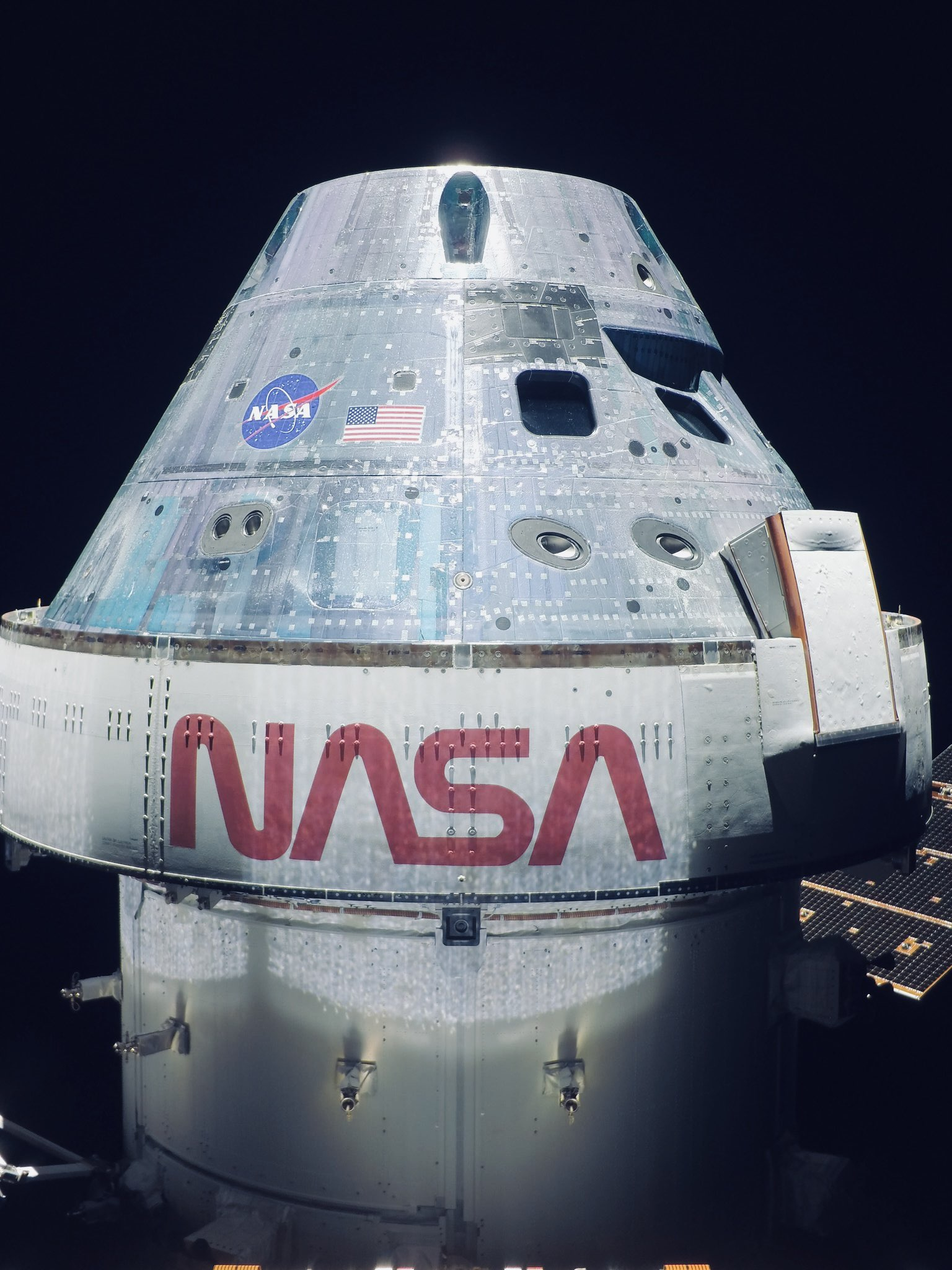
Een foto van Orion-Artemis I, genomen met een van de camera’s die op de uiteinden van de zonnepanelen van de Europese servicemodule zijn bevestigd

Het Multi Purpose Crew Vehicle (MPCV) Orion en voorheen bekend als het Crew Exploration Vehicle (CEV), is een  gedeeltelijk herbruikbaar bemand ruimtevaartuig dat wordt gebruikt in het kader van het Artemisprogramma. Het ruimtevaartuig bestaat uit een Crew Module (CM) ontworpen door Lockheed Martin en de Europese servicemodule (ESM) vervaardigd door Airbus Defence and Space. Het is in staat om een bemanning van zes voorbij een lage baan om de aarde te ondersteunen. Orion wordt gelanceerd met een Space Launch System (SLS)-draagraket.

## Ontstaansgeschiedenis
Het CEV werd ontwikkeld na het ongeluk met de Spaceshuttle Columbia. Samen met de Earth Departure Stage (EDS), de Lunar Surface Access Module (LSAM), en de Shuttle Derived Launch Vehicles (SDLV) Ares I en Ares V was Orion een onderdeel van het Project Constellation. De Ares I had in dat plan de draagraket voor Orion moeten worden en Orion zou aanvankelijk gebruikt worden om bemanningen naar het internationaal ruimtestation ISS te vervoeren. Orion is het enige onderdeel uit Project Constellation dat in 2010 niet werd geannuleerd.
Het contract om het ruimteschip te bouwen werd op 31 augustus 2006 door NASA gegund aan Lockheed Martin.
De functie van Orion is na het schrappen van het Constellationproject echter louter voor "deep space"-missies die verder gaan dan een lage baan om de aarde (low earth orbit of LEO). Voor bemande vluchten naar het International Space Station in LEO liet NASA sinds 2010 ruimteschepen ontwerpen die door commerciële partijen worden gevlogen (Commercial Crew-programma).
Voor de Orionmissies wordt sinds 2011 een serie draagraketten ontwikkeld die de naam Space Launch System (SLS) draagt. De eerste vlucht van het SLS-Orion vertrok op 16 november 2022. 
NASA heeft tot juli 2020 16,7 miljard dollar aan de ontwikkeling van Orion gespendeerd waarvan 6,3 miljard onder het Constellation-programma. NASA verwacht tot 2030 nog eens 12,8 miljard aan het programma kwijt te zijn.

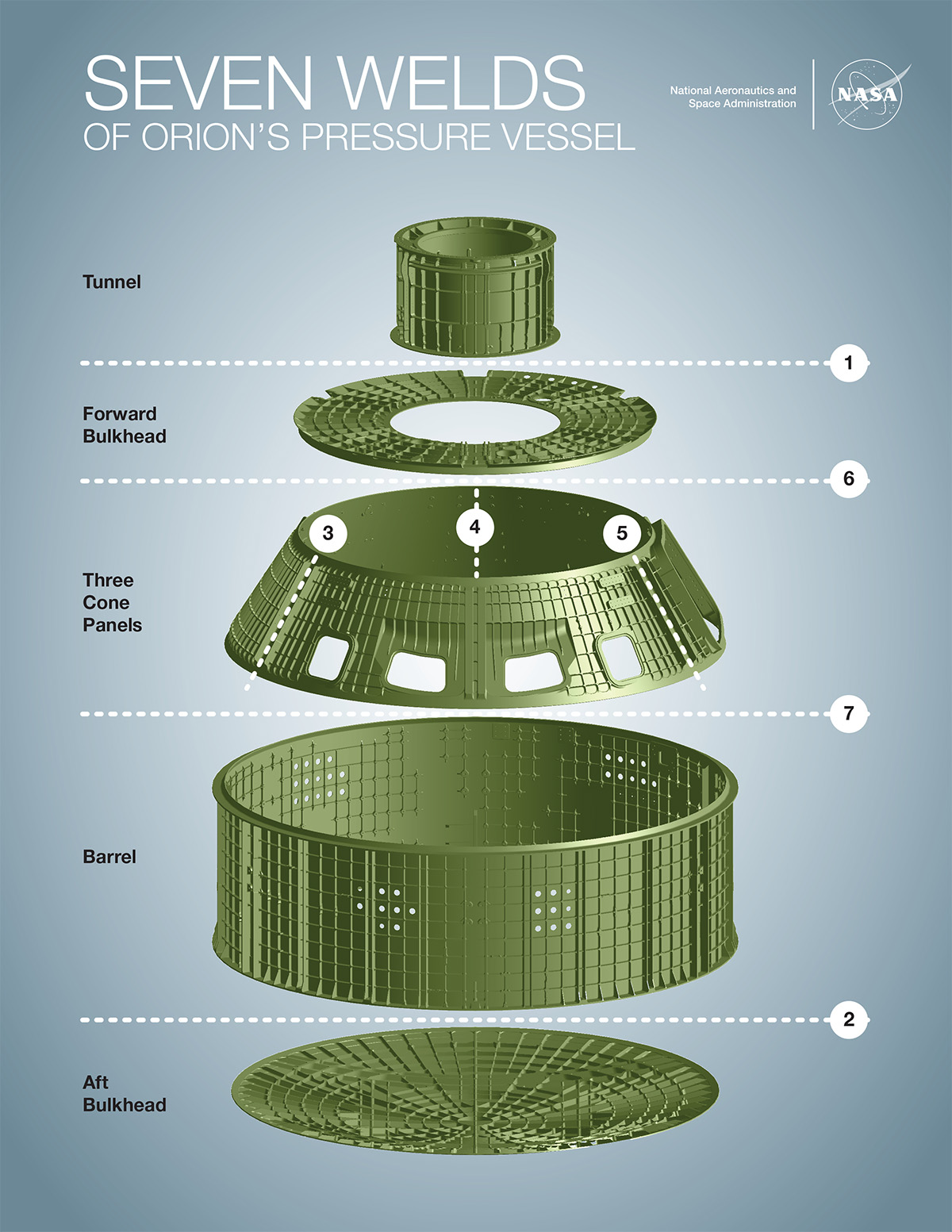
De cabine van Orion wordt met zeven lasnaden geconstrueerd.

### Europese servicemodule (ESM)
Na de annulering van het Constellationprogramma werd ESA gevraagd een servicemodule (ESM) te ontwikkelen en bouwen voor ten minste twee exploratiemissies van Orion. Deze door Airbus gebouwde servicemodule is grotendeels identiek aan die van het ATV-ruimtevrachtschip dat ESA gebruikte om het ISS te bevoorraden. Voor de voortstuwing van de ESM en capsule heeft NASA een voormalige AJ10-190-Orbiter Maneuvering System-raketmotor, die eerder dienstdeed als stuurmotor van de Spaceshuttle, opgeknapt en aangepast en geleverd aan Airbus Defence die de daadwerkelijke bouw van de Europese servicemodule in Bremen uitvoert.

## EFT-1

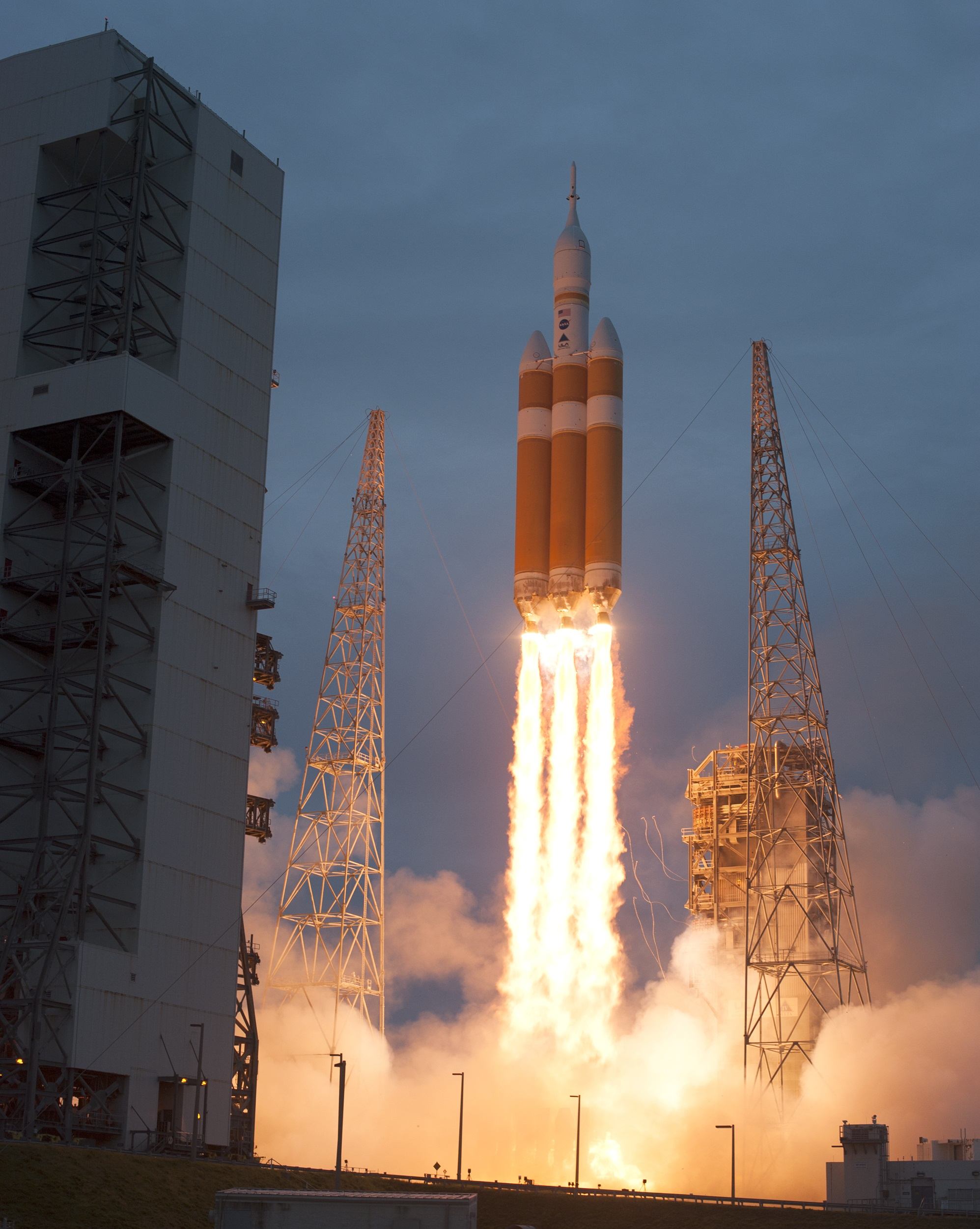
De lancering van de Delta IV Heavy met daarop de Orion Capsule voor EFT-1

De eerste succesvolle testvlucht van Orion vond plaats op 5 december 2014 waarbij een Delta IV Heavy van United Launch Alliance als draagraket werd gebruikt. De Delta IV Heavy was op dat moment (en tot op heden) de krachtigste actieve raket op de markt.
De ruimtecapsule cirkelde tweemaal rond de Aarde, waarbij in de tweede ronde naar een hoogte van bijna zesduizend kilometer werd geklommen, met als doel tweemaal de binnenste Van Allen-gordel te doorkruisen, waardoor alle systemen hun straling-bestendigheid aantoonden en vervolgens terug te keren met een snelheid die tachtig procent van de terugkeersnelheid van een maan-of-marsmissie bedroeg (20.000 km/u). Dit opdat het hitteschild en de parachutes zich konden bewijzen.
Na een vlucht van ongeveer 4 uur landde Orion in de Grote Oceaan. Het enige aan EFT-1 wat niet volgens plan ging, was dat een van de drijfballonnen na de landing in zee niet uitklapte.
De testcapsule die voor EFT-1 werd gebruikt wijkt op een aantal punten af van latere versies. Zo was deze capsuleconstructie zwaarder, omdat hij dan goedkoper te construeren was. Doordat er geen mensen, stoelen en lifesupport-systemen aan boord waren was de totale massa (10.387 kg) toch gelijk.
Verder was er nog geen volwaardige servicemodule voor Orion, maar werd de tweede trap van de Delta IV Heavy als voortstuwingsmodule aangevuld met accu's gebruikt omdat er geen lifesupport-systemen nodig waren en de vlucht maar vier uur in beslag zou nemen.

## Abort tests
Voor de eerste bemande vlucht moet Orion twee launch escape tests hebben ondergaan. Deze zijn beiden reeds voltooid.

### PA-1

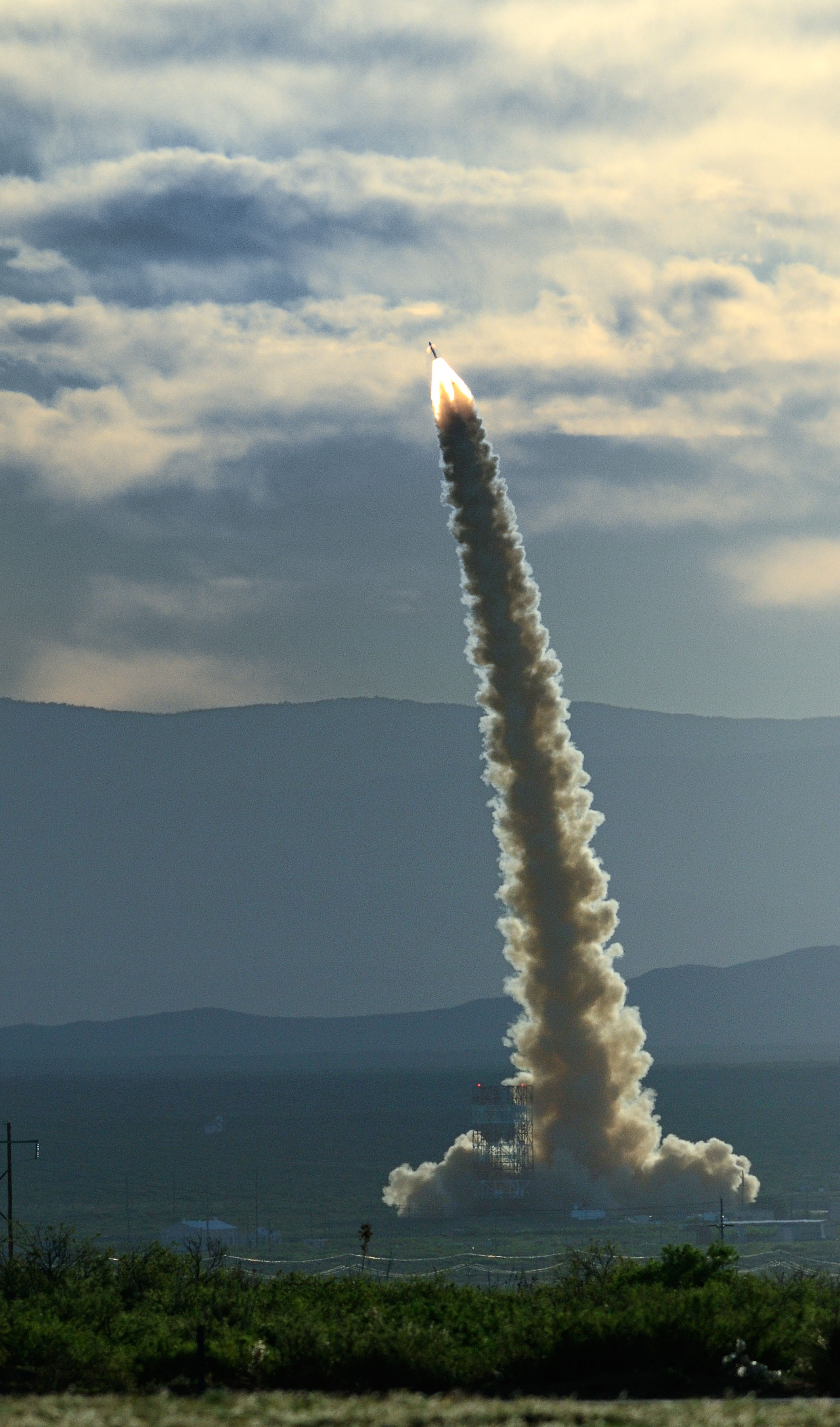
de pad abort-test

Op 6 mei 2010 werd PA-1 een pad abort test (test voor de redding van de astronauten bij het afbreken van een mislukkende bemande lancering) uitgevoerd waarbij de door Orbital Sciences (nu Northrop Grumman Space Systems) gebouwde ontsnappingraket werd getest. De ontsnappingsraket lanceerde een onbemande dummy Orion-capsule, waarop de beschermkap en de ontsnappingsraket loskoppelden en de Orion zijn landingsparachutes kon ontvouwen. De test vond plaats vanaf de White Sands Missile Range in New Mexico

### AA-2

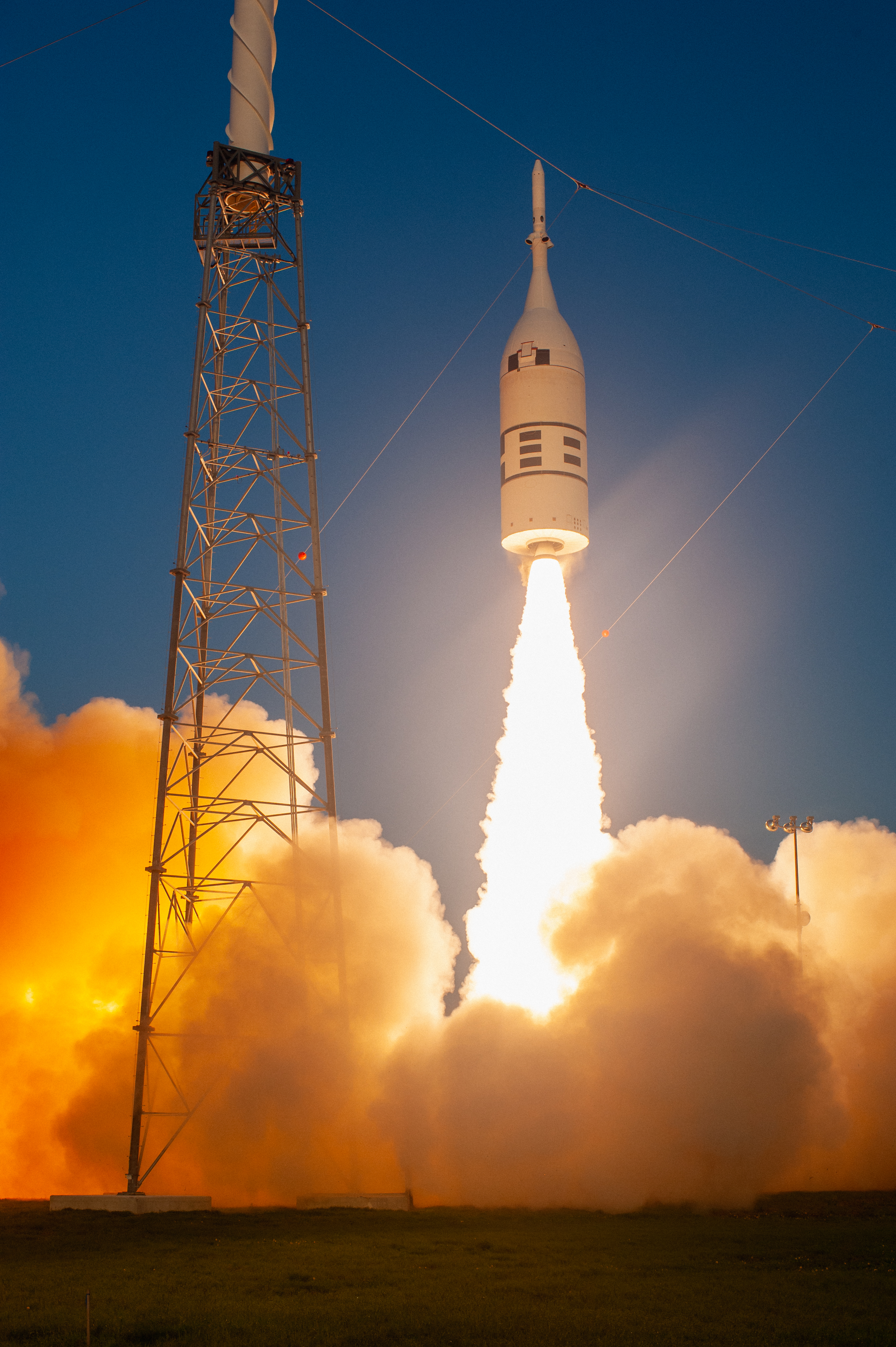
De lancering van de ATB met de Orion-testcapsule

Op 2 juli 2019 om 11:00 UTC werd Ascent Abort test 2 (AA-2) uitgevoerd. AA-2 was een in-flight abort test waarbij de ontsnappingsmotoren zich moesten bewijzen terwijl de Orion door een raket wordt gelanceerd. Deze test vond plaats vanaf Cape Canaveral Lanceercomplex 46. De Abort Test Booster (ATB) die hiervoor werd gebruikt was een aangepaste SR118-rakettrap van een voormalige Peacekeeper-ICBM die werd geleverd door Northrop Grumman Innovation Systems. Afgedankte Peacekeeper-trappen worden ook in Minotaur-raketten hergebruikt. Ongeveer 55 seconden na de lancering trok de ontsnappingsmotor de Orion-boilerplate weg van de booster. De attitude-motor stabiliseerde de boilerplate waarna de jettison-motor de ontsnappingstoren wegtrok van de boilerplate. De boilerplate was niet met parachutes uitgerust en crashte zodoende in de oceaan. Voor het moment van impact werden nog 12 datarecorders afgeworpen die daarop uit zee gevist konden worden.

## Missies
In maart 2019 kondigde de Amerikaanse vicepresident Mike Pence een versnelling van het project aan: doel is tegen 2024 opnieuw mensen op de maan te laten landen. De reeds geplande “Exploration Missions” werden ondergebracht in het Artemisprogramma en kregen ook de naam van dat programma.
Op 23 september 2019 werden er bovenop de twee reeds in aanbouw zijnde Orion-capsules nog eens drie stuks besteld met de intentie om er in 2022 nog eens drie te bestellen. Dit oogstte veel kritiek van diverse media, omdat Orion herbruikbaar is en vijf of zelfs acht capsules meer is dan nodig voor slechts een missie per jaar. Volgens sommige media is het een zoethouder voor Texaanse senatoren die boos waren dat de Artemis-maanlander niet in Texas wordt gebouwd.

### Artemis I

De toenmalig beoogde baan van missies EM-1 en EM-2

Artemis I (voorheen Exploration Mission 1 of EM-1 genoemd) is de eerste SLS/Orion-vlucht. Deze was oorspronkelijk voor 2016 gepland. NASA is echter tegen vertragingen aangelopen waardoor de lanceringsdatum reeds meerdere malen verschoven werd. Tijdens Artemis 1 wordt Orion door een SLS block I onbemand in een baan om de maan en terug naar de aarde gestuurd en vliegt daarbij verder dan de Apollo-capsules vlogen. De vlucht zal 26 dagen duren. Het nieuwe, lichtere hitteschild en de nieuwe lichtgewichtramen van de capsule mogen zich dan bewijzen, evenals de SLS draagraket.  
In januari 2016 werd de drukcapsule voor deze vlucht in elkaar gelast. De conische constructie van deze capsule bestaat uit drie plaatdelen in plaats van de zes plaatdelen die voor de EFT-1-capsule werden gebruikt. Het totaal aantal lasverbindingen is hierdoor van negentien naar zeven teruggebracht. Hierdoor wordt flink wat gewicht bespaard. Ook is de bouw van de eerste SLS-raket in oktober 2015 begonnen. 
Na bezuinigingen door het congres op SLS voor 2020 en verdere vertraging heeft NASA-directeur Jim Bridenstine laten onderzoeken of EM1 met een of twee commerciële draagraketten te lanceren was. Dit om aan de lanceerdatum van juni 2020 vast te kunnen houden. Boeing besloot echter de statische starttest van het SLS op het lanceerplatform in plaats van de testinstallatie van het Stennis Space Center uit te voeren waarmee een half jaar aan tijd die de logistiek zou kosten wordt teruggewonnen en juni 2020 weer een haalbare lanceerdatum wordt. 
Geen enkele commerciële raket kon tijdig gereed zijn. De Delta IV heavy is niet meer beschikbaar voor nieuwe missies. De Falcon Heavy was krachtig genoeg maar er zouden windtunneltests en aanpassingen van de lanceerinstallatie nodig zijn. Ook zou de Orion voor horizontale integratie moeten worden aangepast aangezien de Falcon Heavy (nog) niet verticaal geassembleerd kan worden. NASA houdt de mogelijkheid wel open om bij latere Orion-missies naar de Maan voor de lancering een Falcon Heavy te gebruiken.
Door de vele vertragingen bij de ontwikkeling, bouw en testfase van de SLS-raket was de lancering uiteindelijk pas op 16 november 2022.

### Artemis II
Artemis II (voorheen Exploration Mission 2 of EM-2 genoemd) is de eerste bemande testvlucht. Deze staat gepland voor november 2024 en zal een viertal ruimtevaarders in een vrijeterugkeerbaan om de Maan sturen. Acht dagen na de lancering zal de capsule in de Stille Oceaan landen. NASA waarschuwde in de zomer van 2015 dat Artemis II door geldgebrek mogelijk zou moeten worden uitgesteld tot 2023, indien het congres niet met meer geld zou komen. Het congres heeft SLS/Orion daarop volledig gefinancierd.
In januari 2017 werd bekendgemaakt dat de draagraket voor deze missie niet langer een SLS-Block-I zal zijn, maar een SLS-Block-IB met de krachtiger Exploration Upper Stage als tweede trap. Dit werd een jaar later weer teruggedraaid. Op 1 februari 2017 werd aangevangen met de bouw van de capsule voor EM-2.

### Artemis III
Tijdens missie Artemis III zal een bemande Orion worden gekoppeld aan een maanlander waarin ten minste twee bemanningsleden overstappen. De maanlander koppelt vervolgens af en daalt af naar het maanoppervlak. De lander keert na een bezoek aan de maan weer terug naar de Orioncapsule en de maanwandelaars keren met de Orion terug naar aarde. De bouw van de capsule begon in het najaar van 2019. In mei 2019 gaf NASA-directeur Jim Bridenstine aan dat Artemis III in 2024 de beoogde bemande maanlanding, de eerste sinds Apollo 17, zal omvatten en de eerste vrouw op de Maan zal zetten. De aanvankelijk geplande aankoppeling bij de Lunar Gateway werd in 2020 voor deze vlucht geschrapt.

### Latere missies
In oktober 2022 heeft NASA drie Orion-ruimevaartuigen besteld bij Lockheed Martin met een totale kostprijs van 1,99 miljard dollar. De capsules zullen worden gebruikt voor de Artemis-missies zes tot en met acht die tegen 2030 zullen plaatsvinden.

## Trivia
- Op sociale media ging enige tijd voor in-flight abort test AA-2 de oproep rond om de booster voor die test Little Joe III te noemen. Dat zou in lijn zijn met de Little Joe-boosters die voor de abort tests van de Mercury- en Apollo-programma’s werden ingezet.